# Корифей
Корифей (від грец. κορῠφαῖος, «провідний» та «керівний») — у початковому значенні «той, хто стоїть на вершині».

## Значення
Корифей вживається у різних контекстах: У давньогрецькій трагедії корифей — це актор у хорі Давньогрецького театру, керівник хору. Корифей промовляв від імені хору, коли тому доводилося брати участь у дії п'єси. На ранній стадії трагедія розпочиналася з виходу на оркестру хору на чолі з корифеєм — парода. Корифеєві належав вступний речитатив в урочистих анапестах. Корифей здійснював контакт між акторами і хором він двома-трьома віршами підводив підсумок почутому монологу, або повідомляв про прихід нового персонажа, або напучував того, що йде. У пізніші часи в Україні терміном «корифей» називали усіх провідних діячів мистецтва, зокрема з 1882 року в Єлисаветграді (нині Кропивницький) діяв перший професійний український «Театр корифеїв». В англомовному світі слово «корифей» інколи застосовують для опису керівника будь-якої кампанії чи руху. Словник міфології німецького письменника та дослідника Вільгельма Фольмера дає визначення «корифею», як «найголовніший», а також зазначає, що цим терміном у міфології називали верховне божество у античній міфології Юпітера (у Стародавньому Римі) або ж Зевса (у Античній Греції).  В сучасному розумінні — найвизначніший діяч у якійсь галузі. Наприклад: корифей науки, корифей медицини. Найстарша, найшанованіша людина в якому-небудь колективі. Людина, що є найстаршою і найвидатнішою у певній галузі діяльності.